# Edzard Wüstendörfer
Edzard Wüstendörfer (* 14. April 1925 in Norden (Ostfriesland); † 5. März 2016 in Zürich) war ein deutscher Theaterschauspieler und Sprecher. Seine Tochter ist die Dirigentin Lena-Lisa Wüstendörfer.

## Biografie
Wüstendörfer hatte erste Engagements als Schauspieler in der Spielzeit 1954/55 am Theater der Kreiskulturgemeinschaft Wolfenbüttel und in der Spielzeit 1955/56 am Theater Baden-Baden. Von 1956 bis 1959 war er festes Ensemblemitglied am Stadttheater Trier. In der Spielzeit 1959/60 hatte er ein einjähriges Engagement am Rheinischen Landestheater Neuss. Ab 1960 lebte und arbeitete Wüstendörfer in der Schweiz.
Von 1960 bis 1963/64 war er unter den Direktoren Raoul Alster und Rudolf Wessely am Atelier-Theater Bern engagiert. Dort spielte er unter anderem den Soldaten in Max Frischs Andorra, Möbius in Dürrenmatts Die Physiker und James Tyrone junior in Eines langen Tages Reise in die Nacht von O’Neill.
Von 1964 bis zu seiner Pensionierung 1994 war er festes Ensemblemitglied am Schauspielhaus Zürich. Dort spielte er über 80 kleinere und mittlere Rollen.
1966 war er der Major Friedli in der Uraufführung von Friedrich Dürrenmatts Tragikomödie Der Meteor, 1968 Meyers in Die heilige Johanna der Schlachthöfe, 1971 der Richter Ljapkin-Tjapkin in Nikolai Gogols Komödie Der Revisor, 1974 der Erzbischof von Canterbury in Richard III. von Shakespeare, 1976 der Graf Terzky in Schillers Wallenstein und 1986, an der Seite von Maria Becker als Elisabeth I., der Höfling Graf Aubespine in Schillers Maria Stuart. Am Schauspielhaus Zürich wirkte er auch in weiteren Uraufführungen mit.
Wüstendörfer war in einigen wenigen Filmrollen zu sehen; es handelt sich dabei hauptsächlich um Sprechrollen in Dokumentarfilmen (u. a. Bitterer Sieg: Die Matterhorn Story 1964 unter der Regie von Gaudenz Meili) und Fernsehmitschnitte von Theateraufführungen (Der Meteor, 1968; Max Frischs Biografie: Ein Spiel, 1970).
Wüstendörfer sprach häufig für das Radio und das Fernsehen. Er las auch Hörbücher und Hörspiel-Kassetten ein, so u. a. im Jahre 2000 das Sachbuch Noch Erfolgreicher! von Alex S. Rusch.
Von 1969 bis 1995 war er Obmann der Ortsgruppe Schauspielhaus des Schweizerischen Bühnenkünstler- und Bühnenkünstlerinnenverbands (SBKV).
Wüstendörfer starb im Alter von 90 Jahren. Die Urnenbeisetzung erfolgte im Familiengrab in Norden in Ostfriesland.